# Луций Антисций Вест
Луций Антисций Вест (на латински: Lucius Antistius Vestus) e политик на Римската република през края на 1 век пр.н.е. Произлиза от фамилията Антисции.
През 56 пр.н.е. той е народен трибун. Евентуално той е този Луций Антисций, който е народен трибун през 58 пр.н.е. и безуспешно се стреми да осъди Цезар.